# Zülfikar, Şehitkamil
Zülfikar là một xã thuộc huyện Şehitkamil, tỉnh Gaziantep, Thổ Nhĩ Kỳ.